# طهمورثات
طهمورثات هي قرية في مقاطعة أصفهان، إيران. يقدر عدد سكانها بـ 296 نسمة بحسب إحصاء 2016.